# Phyllodonta flabellaria
Phyllodonta flabellaria är en fjärilsart som beskrevs av Thierry-mieg 1894. Phyllodonta flabellaria ingår i släktet Phyllodonta och familjen mätare. Inga underarter finns listade i Catalogue of Life.